# Plan B (Album)
Plan B ist das 2001 erschienene achte Studioalbum der US-amerikanischen Rockband Huey Lewis & the News. Es war, abgesehen vom Best-of-Sampler Time Flies..., der jedoch nur in Kanada und den USA veröffentlicht worden war, die erste Veröffentlichung mit eigenen Liedern in einem Zeitraum von zehn Jahren. Dem 1991 bei EMI erschienenen Hard at Play war 1994 das für Elektra Records aufgenommene Four Chords & Several Years Ago gefolgt, dabei hatte es sich jedoch um ein Coveralbum ohne selbstgeschriebene Titel gehandelt.

## Hintergrund
Die Gruppe Huey Lewis & The News hatte ihre Karriere als Sextett begonnen und sich für die Aufnahmen einiger ihrer Alben mit dem Bläsersatz Funk-/Soul-Band Tower of Power verstärkt, zuletzt 1988 auf Small World. Nach den Aufnahmen von Four Chords & Several Years Ago, bei dem Gründungsmitglied Johnny Cola alle Saxofone allein spielte, verstärkte sich die Band dauerhaft mit einer eigenen Bläsersektion. Diese bestand 2001 aus Marvin McFadden (Trompete), Ron Stallings (Tenorsaxofon) und Rob Sudduth (Altsaxofon).  Für Stallings war es das letzte Studioalbum, das er mit der Band aufnahm, er starb 2009.
Die Band nahm das Album in den "Way Out West"- Studios und dem Studio "The Site" in San Rafael auf. Bei seiner Veröffentlichung enthielt das Album elf Lieder, von denen So Little Kindness die Neuaufnahme eines Stückes war, das die Gruppe schon 1996 für Time Flies... eingespielt hatte. Außerdem hatte die Band die Coverversion eines Liedes der britischen Band Rockpile mit dem Titel When I Write the Book (geschrieben von Billy Bremner, Dave Edmunds und Nick Lowe), sowie das von Huey Lewis und Wynonna Judd gesungene Duett I’m not in Love Yet aufgenommen.
Als Singles wurden die Titel Let Her Go and Start Over und I’m not in Love Yet ausgekoppelt. 2003 erschien in Großbritannien außerdem eine Promo-CD von We’re Not Here for a Long Time (We’re Here for a Good Time), auf der sich als zweiter Titel noch einmal I’m not in Love Yet befand.
Chris Hayes, der zur Ursprungsbesetzung von Huey Lewis & The News gehörte, nahm an den Aufnahmen zum Album noch teil, verließ die Gruppe jedoch nach der Veröffentlichung des Albums. Er wurde durch Stef Burns ersetzt, der zuvor unter anderem für Alice Cooper und Y&T gespielt hatte.

## Rezeption
Plan B erreichte Platz 165 der US-Album-Charts. Die Single Let Her Go and Start Over konnte sich bis auf Platz 23 der amerikanischen Adult-Contemporary-Charts (ebenfalls von Billboard erstellt) durchsetzen.

## Titelliste
| Nr.          | Titel                                                       | Autor(en)                              | Gastmusiker  | Länge |
| ------------ | ----------------------------------------------------------- | -------------------------------------- | ------------ | ----- |
| 1.           | We’re Not Here for a Long Time (We’re Here for a Good Time) | Johnny Colla, Chris Hayes, Huey Lewis  |              | 3:53  |
| 2.           | My Other Woman                                              | Johnny Colla, Huey Lewis               |              | 4:06  |
| 3.           | I Ain’t Perfect                                             | Bill Gibson, Huey Lewis,               |              | 4:33  |
| 4.           | When I Write the Book (Rockpile)                            | Billy Bremner, Dave Edmunds, Nick Lowe |              | 3:44  |
| 5.           | I’m Not in Love Yet                                         | Chris Hayes, Huey Lewis                | Wynonna Judd | 4:28  |
| 6.           | Thank You #19                                               | Sean Hopper, Huey Lewis                |              | 4:52  |
| 7.           | Plan B                                                      | Johnny Colla, Huey Lewis               |              | 3:27  |
| 8.           | The Rhythm Ranch                                            | Johnny Colla, Huey Lewis               |              | 4:49  |
| 9.           | Let Her Go and Start Over                                   | Mike Duke                              |              | 4:47  |
| 10.          | I Never Think About You                                     | Chris Hayes, John Pierce, Huey Lewis   |              | 5:16  |
| 11.          | So Little Kindness                                          | Chris Hayes, Huey Lewis, Rob Sudduth   |              | 4:21  |
| Gesamtlänge: | Gesamtlänge:                                                | Gesamtlänge:                           | Gesamtlänge: | 48:16 |